# كأس ملك إسبانيا 2023–24
كأس ملك إسبانيا 2023–24 هي النسخة 122 من بطولة كأس ملك إسبانيا (بما في ذلك موسمين أقيمت فيهما نسختان متنافستان). تم ضمان حصول الفائزين على مكان في مرحلة الدوري الأوروبي 2024-25 . تأهل الفائزون والوصيفون إلى بطولة كأس السوبر الإسباني لعام 2025 التي تضم أربعة فرق.
كان ريال مدريد هو حامل اللقب، بعد أن تغلب على أوساسونا في نهائي النسخة السابقة ، لكنه خرج من دور الستة عشر على يد أتلتيكو مدريد .
أقيمت المباراة النهائية على ملعب لا كارتوجا في إشبيلية في 6 أبريل 2024، بين أتليتيك بلباو وريال مايوركا .  وبعد التعادل 1-1، فاز أتليتيك بلباو بالمباراة 4-2 بركلات الترجيح ، ليحصد لقبه الخامس والعشرين في كأس ملك إسبانيا والأول منذ عام 1984 .
كما هو الحال في جميع أنحاء إسبانيا، كانت مواعيد المباريات حتى 28 أكتوبر 2023 ومن 27 مارس 2024 بتوقيت وسط أوروبا الصيفي ( UTC+2 ). كانت الأوقات في الأيام الفاصلة ("الشتوية") حسب توقيت وسط أوروبا ( UTC+1 ). تم استخدام التوقيت العالمي المنسق ( UTC±00:00 ) في المباريات التي أقيمت في جزر الكناري.